# Xã Berlin, Quận Erie, Ohio
Xã Berlin (tiếng Anh: Berlin Township) là một xã thuộc quận Erie, tiểu bang Ohio, Hoa Kỳ. Năm 2010, dân số của xã này là 3.723 người.